# Morehouse
Morehouse és una població dels Estats Units a l'estat de Missouri. Segons el cens del 2000 tenia 1.015 habitants.

## Demografia
Segons el cens del 2000, Morehouse tenia 1.015 habitants, 428 habitatges, i 294 famílies. La densitat de població era de 477,9 habitants per km².
Dels 428 habitatges en un 26,9% hi vivien nens de menys de 18 anys, en un 53,3% hi vivien parelles casades, en un 9,8% dones solteres, i en un 31,1% no eren unitats familiars. En el 25,9% dels habitatges hi vivien persones soles el 15% de les quals corresponia a persones de 65 anys o més que vivien soles. El nombre mitjà de persones vivint en cada habitatge era de 2,37 i el nombre mitjà de persones que vivien en cada família era de 2,8.
Per edats la població es repartia de la següent manera: un 22,9% tenia menys de 18 anys, un 8,6% entre 18 i 24, un 27,4% entre 25 i 44, un 24,1% de 45 a 60 i un 17% 65 anys o més.
L'edat mediana era de 38 anys. Per cada 100 dones de 18 o més anys hi havia 86,9 homes.
La renda mediana per habitatge era de 24.931 $ i la renda mediana per família de 30.144 $. Els homes tenien una renda mediana de 26.389 $ mentre que les dones 17.941 $. La renda per capita de la població era de 12.691 $. Entorn del 10,5% de les famílies i el 13,2% de la població estaven per davall del llindar de pobresa.

## Poblacions properes
El següent diagrama mostra les poblacions més properes.